# Tractat de Tolentino
L'armistici de Bolonya de 1796 i el tractat de Tolentino de 1797 van ser dos acords signats entre França i la Santa Seu en el context de les guerres napoleòniques. Forçat per la presència de les tropes sota el comandament de Napoleó Bonaparte, el papa Pius VI es va veure obligat a fer fortes concessions econòmiques i territorials als francesos, malgrat la qual cosa les tropes franceses van envair poc després la ciutat de Roma.

## Context

### Revolució francesa

Itàlia en 1796.

En 1789 va esclatar a França la revolució, un seriós conflicte polític i social en una de les principals potències d'Europa, que ràpidament va cridar l'atenció de tots els països del continent: el 1790 es van eliminar a França els privilegis del clergat i es van confiscar els béns de l'Església, i el 1792 el rei Lluís XVI va ser deposat i posteriorment executat; les lleves en massa dutes a terme pel govern francès proporcionaven al país una força militar considerable, per preocupació dels països veïns.

### Guerra a Europa
En 1793, en un intent per contenir l'avanç de la Revolució francesa, es va formar la Primera Coalició, una aliança del Sacre Imperi Romanogermànic, Prússia, Gran Bretanya, Espanya, les Províncies Unides dels Països Baixos i gairebé tots els petits estats de la península italiana, a excepció dels Estats Pontificis i la República de Venècia, que romanien neutrals. Aviat la guerra es va generalitzar per tot Europa.
En 1795 França va ocupar els Països Baixos, fundant la República Batava com estat satèl·lit francès; Espanya i Prússia van signar la Pau de Basilea, per la qual abandonaven la Primera Coalició, i l'any següent Espanya va acordar amb França el tractat de Sant Ildefons, pel qual ambdós països es comprometien a mantenir una política militar conjunta contra tercers.

### Napoleó avança cap a Itàlia
Al març de 1796, per ordre del Directori francès les tropes sota el comandament del jove general Napoleó Bonaparte van sortir de París en direcció a Itàlia, i en un ràpid avanç van derrotar els exèrcits austríacs i sards a les batalles de Millesimo, Montenotte, Dego, Mondovì i Lodi i van posar Màntua sota setge. A finals d'abril del mateix any Sardenya es va rendir mitjançant l'armistici de Cherasco; el 5 de juny Nàpols va signar la pau de Brescia, el 6 ho va fer la república de Gènova segons el conveni de Monte Bello i el 19 les tropes de Napoleó ocupaven Mòdena i creuaven la frontera amb els Estats Pontificis, prenent Ferrara i Bolonya sense resistència.

## Acords

### Armistici de Bolonya

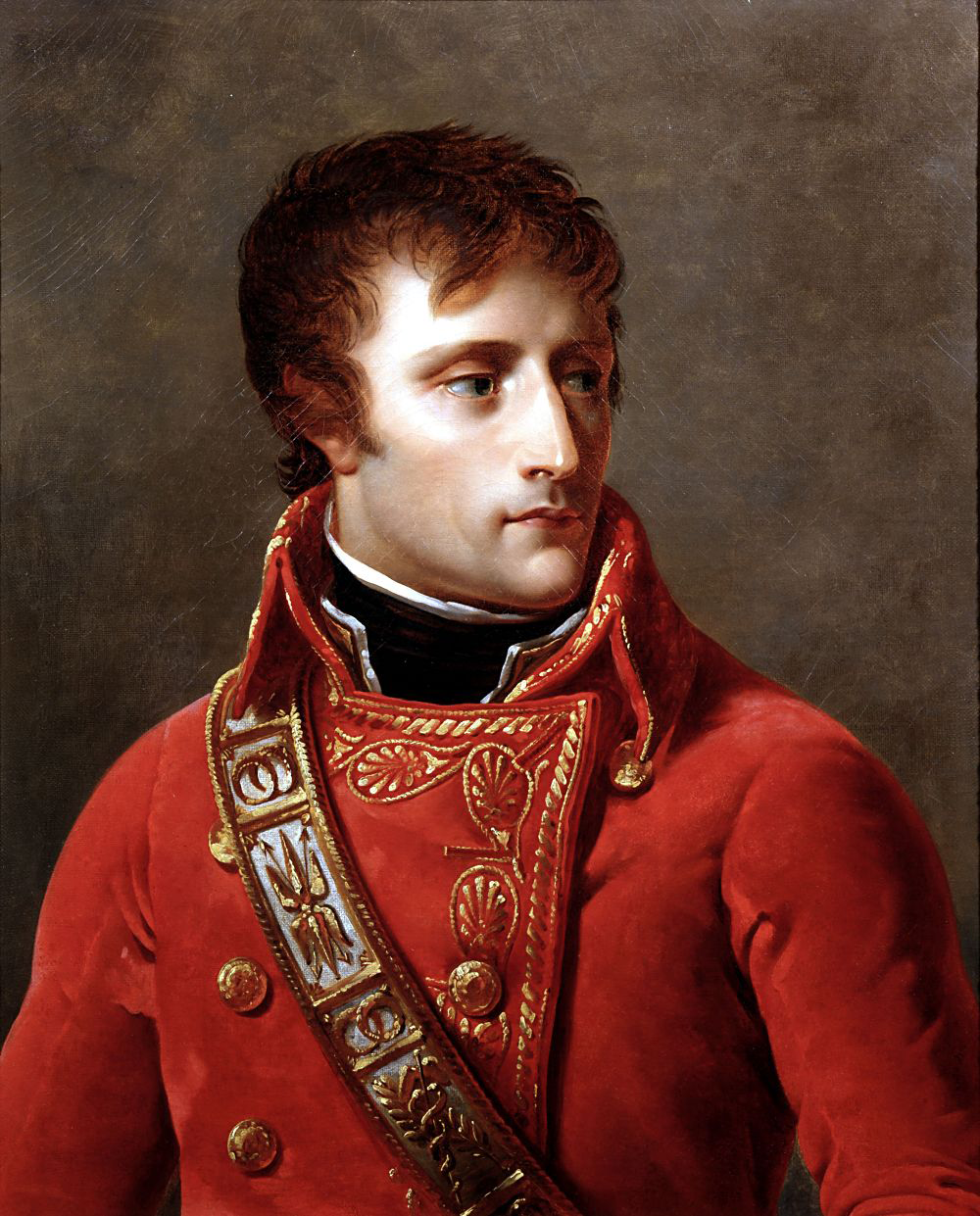
Napoleó I.

Tot i la neutralitat de la Santa Seu, el Directori francès va ordenar a Napoleó l'ocupació seus territoris, en un intent per deposar definitivament el poder de l'Església. Davant la superioritat de l'exèrcit francès, Pius VI va enviar al diplomàtic espanyol José Nicolás de Azara a negociar amb Napoleó un acord preliminar; el 23 de juny de 1796 es va signar l'armistici de Bolonya, pel qual els Estats Papals haurien de fer les següents concessions:
- Les legacions de Bolonya i Ferrara i la ciutat d'Ancona quedarien en poder de França.
- La Santa Seu hauria de pagar 21 milions de francs (16.600.000 de lliures torneses) a França.
- Indemnització a la família del diplomàtic francès Nicolas Jean Hugon de Basseville, mort a Roma en 1793 en una revolta popular.
- 100 obres d'art i 400 manuscrits serien transferits a França.
- L'alliberament dels presos polítics.

### Descontentament del Directori
El Directori francès es va negar a ratificar aquest armistici, exigint que el papa es retractés dels breus que des de 1790 havia publicat condemnant les activitats revolucionàries franceses. Pius VI es va negar a això, i en resposta Bonaparte va marxar amb el seu exèrcit cap a Roma. Va derrotar fàcilment l'exèrcit del Papa a Faenza, obligant-lo a retirar-se fins Tolentino. Tot i les ordres del Directori d'ocupar Roma per la via militar, Bonaparte, que començava a actuar amb independència de l'executiu francès, va preferir acordar un tractat.

### Tractat de Tolentino
El 19 de febrer de 1797 el general Napoleó Bonaparte i l'ambaixador de França davant la Santa Seu, François Cacault, van ajustar un acord amb els enviats de Pius VI: el cardenal Alessandro Mattei, monsenyor Lorenzo Caleppi, el duc Luigi Braschi Onesti i el marquès Camillo Massimi, en les condicions següents:

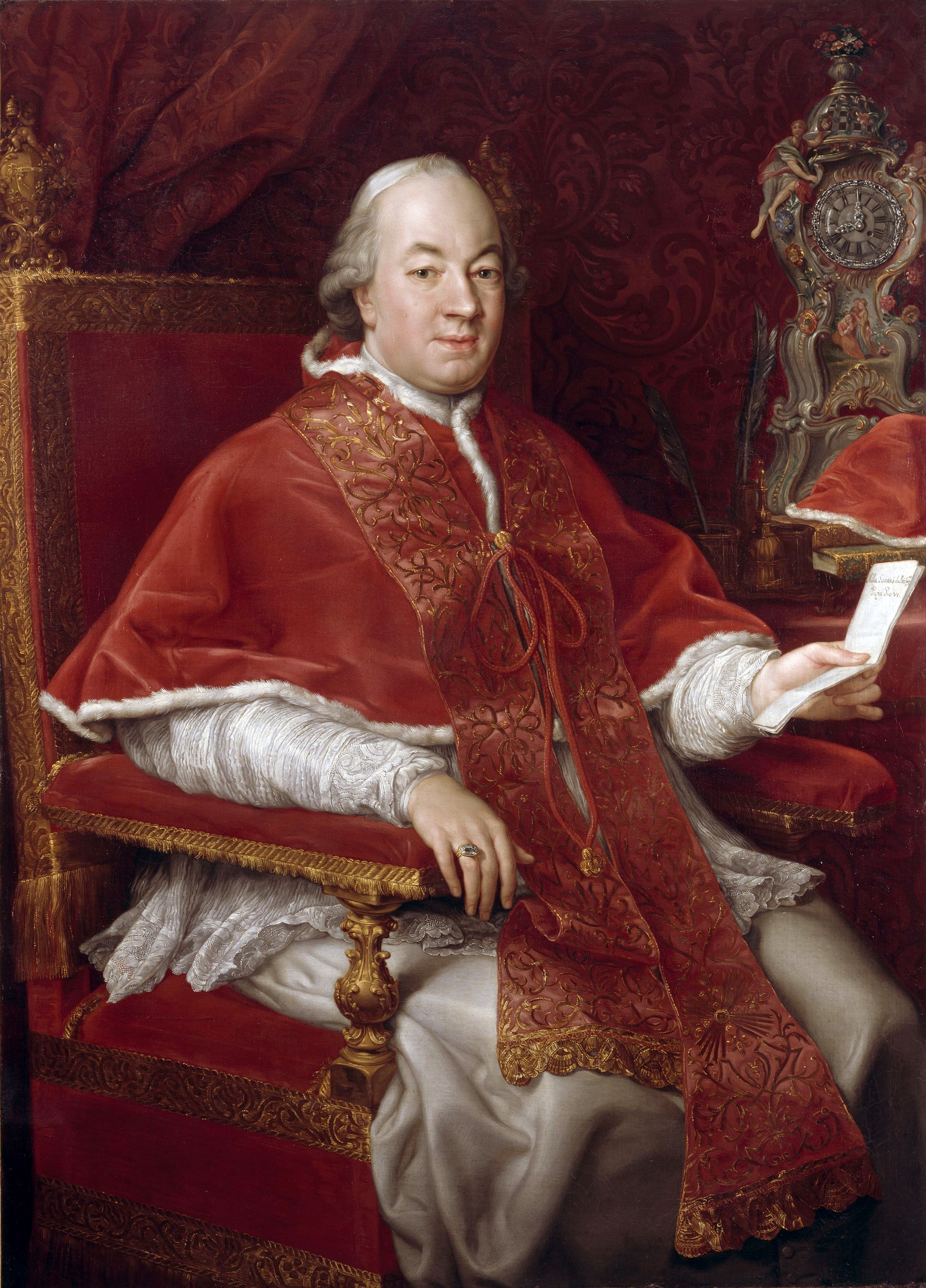
El Papa Pius VI

- Reconeixement oficial de la possessió francesa del Comtat Venaissí i de la ciutat d'Avinyó, ocupats militarment des de 1790.
- Cessió perpètua de les legacions de Bolonya, Ferrara i Romanya. Ancona quedaria en mans franceses fins al final de la guerra.
- Negació de socors i tancament dels ports de la Santa Seu als enemics de França.
- Satisfacció de les quantitats acordades en l'armistici de Bolonya: 10 milions de lliures torneses en espècie i 5 milions en diamants haurien de pagar-se abans del 5 de març, a més de les 1.600.000 restants. Altres 15 milions addicionals haurien de ser pagats abans d'abril, juntament amb 800 cavalls i altres tants caps de bestiar.
- Al rebut de les quantitats acordades, l'exèrcit francès evacuaria els territoris ocupats (excepte els esmentats abans).
- Alliberament dels presos polítics.
- Restabliment de les relacions comercials entre els dos països.

## Conseqüències
Les condicions imposades en el tractat de Tolentino van deixar buides les arques i el patrimoni pontificis. Pel que fa a les dures concessions fetes per la Santa Seu, el cardenal Mattei escriuria: «Roma està fora de perill, i també la religió, gràcies als grandíssims sacrificis que s'han realitzat».
Però la tranquil·litat a Roma hauria de durar poc. El Directori, insatisfet amb les condicions imposades en el tractat i decidit a deposar el Papa, va enviar a Josep Bonaparte com a ambaixador a la Santa Seu, en substitució de Cacault, amb la missió d'organitzar una revolució dins dels Estats Pontificis. Al desembre, agents secrets francesos van agitar a la població, provocant una rebel·lió en què va morir accidentalment el general francès Duphot, fet que el Directori va aprofitar per reprendre les hostilitats.
Napoleó havia tornat a Màntua, disposant-se a dirigir la guerra a Alemanya contra els austríacs. Per tal de sufocar la rebel·lió el seu substitut, el general Berthier, va penetrar amb les seves tropes a Roma el gener de 1798, declarant la República Romana el 15 de febrer. A Berthier el succeiria André Masséna, sota el comandament del qual la ciutat seria saquejada. Pius VI va ser capturat i conduït a França, on va morir a l'agost de 1799. Les relacions entre els dos països no es normalitzarien fins a la signatura del Concordat de 1801, amb Napoleó ja al govern de França.
Les tres legacions pontifícies de Ferrara, Bolonya i Ravenna van ser annexionades a la recentment creada república Cisalpina.
Els 5 milions en diamants, cedits pel Directori a Napoleó, serien utilitzats per aquest en la conquesta de Malta.